# Trioza significans
Trioza significans är en insektsart som beskrevs av Leonard D. Tuthill 1956. Trioza significans ingår i släktet Trioza och familjen spetsbladloppor. Inga underarter finns listade i Catalogue of Life.